# Mohamed Souboul
Mohamed Souboul (en arabe : محمد سوبول), né le 17 novembre 2001 à Casablanca, est un footballeur marocain qui évolue au poste de latéral gauche.

## Biographie

### En club
Mohamed Souboul nait à Casablanca et intègre dès son plus jeune âge le centre de formation du Raja Club Athletic.
Le 7 mars 2021, il dispute son premier match avec le club en entrant en jeu à la 75e minute à la place d'Oussama Soukhane contre le Youssoufia Berrechid (match nul, 1-1). Un mois plus tard, le 7 avril, il reçoit sa première titularisation en tant que piston gauche contre le HUS Agadir (défaite, 0-1). Il termine la saison 2020-2021 en tant que vice-champion du Maroc au détriment du Wydad AC.
Le 5 septembre 2022, il est prêté pour une durée d'une saison à l'IR Tanger. Le 9 septembre 2022, il dispute son premier match en étant titularisé contre le Moghreb Atlético Tetuán sous la houlette de l'entraîneur Hicham Dmii (défaite, 1-0).
Le 3 janvier 2024 , Mohamed Souboul quitte le Maroc pour la France en signant au SC Bastia jusqu'en 2026.

### En sélection
Le 7 octobre 2020, il est sélectionné avec l'équipe du Maroc -20 ans pour une double confrontation amicale contre la Mauritanie -20 ans au Complexe Mohammed VI à Salé. Le 18 octobre 2020, il reste avec le Maroc -20 ans pour un stage de préparation au Centre sportif de Maâmora.
En octobre 2021, il figure pour la première fois sur la liste du Maroc olympique concoctée par Hicham Dmii pour un stage de préparation au Centre sportif de Maâmora à Salé du 4 au 12 octobre.
Le 28 juillet 2022, il apparaît de nouveau dans la liste du Maroc olympique pour prendre part aux Jeux islamiques qui ont lieu en Turquie.
Le 21 décembre 2022, il reçoit sa première convocation de Houcine Ammouta avec le Maroc A' à l'occasion d'une rencontre amicale face au Sénégal A', entrant dans le cadre des préparations pour le CAN 2022 organisé en Algérie.

## Palmarès
Raja Club Athletic (3)
- Coupe de la confédération :
  - Vainqueur en 2021.
- Coupe arabe des clubs champions :
  - Vainqueur en 2020.

- Championnat du Maroc :
  - Vainqueur en 2020
  - Vice-champion en 2020-21 et 2021-22.